# 孩里
孩里（1023年—1099年），又作海邻，字胡輦。辽国（契丹）軍人，回鶻出身。
先世在辽太祖时出使辽朝，留居，被辽朝所用。辽兴宗重熙年間，任近侍長。辽道宗清寧九年（1063年）七月，皇太叔耶律重元父子叛乱，于滦河（今内蒙古宁城西南）行宫围攻道宗。他为宿卫官，率先奋力抵御，翌日，与援军会合，平叛。因功加金吾衛上将軍，賜平乱功臣称号。以功累進殿前都点检，以宿卫严肃知名。太康元年（1075年），加守太子太保之位。大康二年（1076年），加同中书门下平章事。大康三年（1077年），改任同知南院宣徽使事。耶律乙辛出任中京留守，孩里入朝贺祝。辽道宗议论召還耶律乙辛回到中央，孩里反对。後耶律乙辛为枢密使，孩里出为广利军节度使。耶律乙辛誣告皇太子耶律濬，孩里连坐，因道宗之命没有問罪。太安初年，任品达鲁虢部节度使。寿昌五年（1099年），卧病在床病，自言命数已尽，拒绝医药，死于品达鲁虢部节度使任上。享年七十七岁。
孩里熱心佛教。清寧初年，从道宗狩猎，堕马，假死状態後复苏。孩里说在昏迷状态下被二人带到一城，城中宮室宏敞、有人穿着絳袍坐殿上，左右侍臣列侍，引導孩里上台阶。持簡牘的人把牘给他看：“本取大腹骨欲，误执汝。”牘上写“官至使相，寿七十七”。一瞬間退出宮室，挤之大壑而寤。道宗听说，让他把事情記録下来。後来簡牘上的话都应验。

## 延伸阅读
[在维基数据编辑]
 《遼史·卷97》，出自脱脱《遼史》